# Dinoxanthine
La dinoxanthine est une xanthophylle présente chez les dinoflagellés,. Ce composé agirait comme antioxydant permettant à ces organismes de se protéger des dérivés réactifs de l'oxygène.